# Adolfo Kind
Adolfo Kind (Chur, 16 september 1848 – Piz Bernina, 5 september 1907) was een Zwitsers chemicus en skipionier uit het kanton Graubünden. Hij woonde een groot deel van zijn leven in Italië.

## Biografie

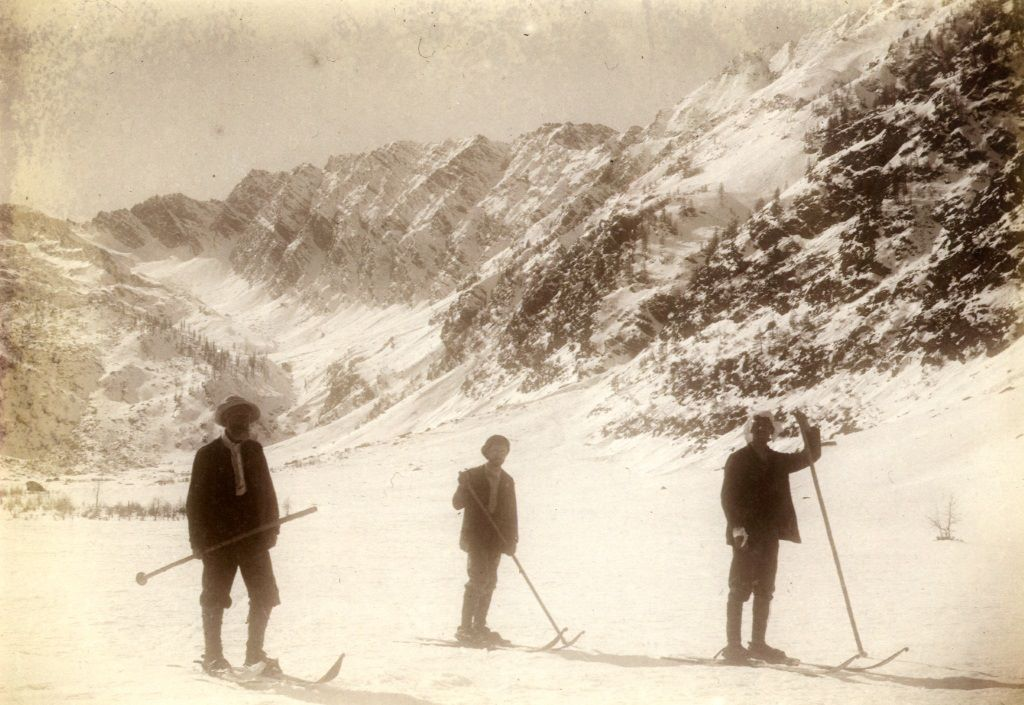

Adolfo Kind werd geboren in Chur, in Zwitserland, maar verhuisde op jonge leeftijd naar Milaan, in het Koninkrijk Lombardije-Venetië. Zijn gezin keerde echter terug naar Zwitserland bij de uitbraak van de Tweede Italiaanse Onafhankelijkheidsoorlog in het voorjaar van 1859. Na zijn terugkeer ging hij chemie studeren in München en Zürich. In 1879 keerde hij, na 20 jaar, terug naar Italië, waar hij directeur werd in een kaarsen- en zeepfabriek. In 1890 verhuisde hij met zijn gezin naar Turijn, waar hij aan de slag ging bij een pitfabriek.
In 1896, toen Kind al enkele jaren in Turijn woonde, startte hij de invoer in van ski's uit het Zwitserse kanton Glarus. Hiermee werd hij een skipionier in Italië. Kind en zijn omgeving ontwikkelden en verbeterden skitechnieken en maakten ski's tot een populair goed in de streek van Turijn. Kind werd ook lid van de Club Alpino Italiano. Onder zijn impuls werd ook de Ski Club Torino opgericht in 1901. Kind zou tot zijn overlijden in 1907 de eerste voorzitter van deze vereniging zijn. Ook in Genua en Milaan werden onder zijn impuls skiclubs opgericht.
In augustus 1907 kwam Kind in zijn geboorteland om het leven tijdens een beklimming van de Piz Bernina, een vierduizender in het kanton Graubünden.
Zijn zoon Paolo Kind werd in 1909 in Bardonecchia de eerste Italiaanse nationale kampioen schansspringen.
- Gemeinsame Normdatei: 1112274405
- Virtual International Authority File: 4090147270418835700003